# Лук Попова
Лук Попова (лат. Allium popovii) — многолетнее травянистое растение, вид рода Лук (Allium) семейства Луковые (Alliaceae).

## Распространение и экология
В природе ареал вида охватывает Среднюю Азию. Эндемик.
Произрастает на выходах пестроцветных пород, щебнистых склонах и такырах.

## Ботаническое описание
Луковица яйцевидная, диаметром 1—1,5 мм, наружные оболочки светло-бурые, кожистые, с продольными выступающими гребнями, у верхушки и у основания раскалывающиеся. Луковички светло-буроватые, гребенчато-ямчатые. Стебель высотой 15—40 см, тонкий, до половины одетый гладкими влагалищами листьев.
Листья в числе трёх—четырёх, шириной около 0,5 мм, нитевидные, желобчатые, дудчатые, гладкие или по краю шероховатые, приблизительно равные стеблю.
Чехол в три—четыре раза короче зонтика, обычно остающийся, заострённый. Зонтик коробочконосный, шаровидный или почти шаровидный, рыхлый, немногоцветковый. Цветоножки равные, в три—шесть раз длиннее околоцветника, при основании с многочисленными прицветниками. Листочки почти шаровидного околоцветника, беловатые, с грязно-пурпурной жилкой, гладкие, почти равные, продолговатые, острые, длиной около 3 мм. Нити тычинок немного длиннее листочков околоцветника, при основании между собой и с околоцветником сросшиеся, цельные, равные, шиловидные. Столбик выдается из околоцветника.
Коробочка немного короче околоцветника.

## Таксономия
Вид Лук Попова входит в род Лук (Allium) семейства Луковые (Alliaceae) порядка Спаржецветные (Asparagales).
|  |                                      |  |                                                             |                                                             |                   |  | ещё 24 семейства (согласно Системе APG II) | ещё 24 семейства (согласно Системе APG II) |                     |  |  |  | ещё более 870 видов |
|  |                                      |  |                                                             |                                                             |                   |  | ещё 24 семейства (согласно Системе APG II) | ещё 24 семейства (согласно Системе APG II) |                     |  |  |  | ещё более 870 видов |
|  |                                      |  |                                                             | порядок Спаржецветные                                       |                   |  |                                            |                                            | род Лук             |  |  |  |                     |
|  |                                      |  |                                                             | порядок Спаржецветные                                       |                   |  |                                            |                                            | род Лук             |  |  |  |                     |
|  | отдел Цветковые, или Покрытосеменные |  |                                                             |                                                             | семейство Луковые |  |                                            |                                            | вид Лук Попова      |  |  |  |                     |
|  | отдел Цветковые, или Покрытосеменные |  |                                                             |                                                             | семейство Луковые |  |                                            |                                            |                     |  |  |  |                     |
|  |                                      |  | ещё 44 порядка цветковых растений (согласно Системе APG II) | ещё 44 порядка цветковых растений (согласно Системе APG II) |                   |  |                                            | ещё около 300 родов                        | ещё около 300 родов |  |  |  |                     |
|  |                                      |  |                                                             | ещё 44 порядка цветковых растений (согласно Системе APG II) |                   |  |                                            |                                            | ещё около 300 родов |  |  |  |                     |